# Kalmükföld
A Kalmük Köztársaság (kalmükül: Хальмг Таңһч, oroszul: Респу́блика Калмы́кия) vagy másik, ismert nevén Kalmükföld az Oroszországi Föderáció egyik tagköztársasága. Fővárosa Eliszta.
A köztársaságban a kalmük ábécé használatos.
A köztársaság első elnöke Kirszan Nyikolajevics Iljumzsinov volt (1993–2005), majd miután az „elnök” (prezigyent) címet megszüntették, továbbra is ő volt (2005–2010) a köztársaság vezetője (glava). Ezt a posztot 2010. október 24. óta Alekszej Maratovics Orlov tölti be.
Az egyetlen köztársaság Európában, ahol a buddhizmus a legnépszerűbb vallás.

## Földrajz
A Kaukázustól északra, a Volgától délre, Kaszpi-tenger északnyugati partján fekszik. Középső részén északról délre a Jergenyi-dombság húzódik, délen a Kuma–Manics-süllyedék található északnyugat-délkeleti irányban, míg keleti része síkság, sztyepp, a Kaszpi-mélyföld része. A tengerpart mocsaras. Fő folyói a süllyedékben haladnak, és víztározó található rajtuk: délnyugaton a Manics, amely a Rosztovi területtől és a Sztavropoli határterülettől választja el, valamint délen a Kuma, amely Dagesztán felé határfolyó. Ezen kívül egy kis szakaszon a Volga is átfolyik rajta északkeleten.

## Települések

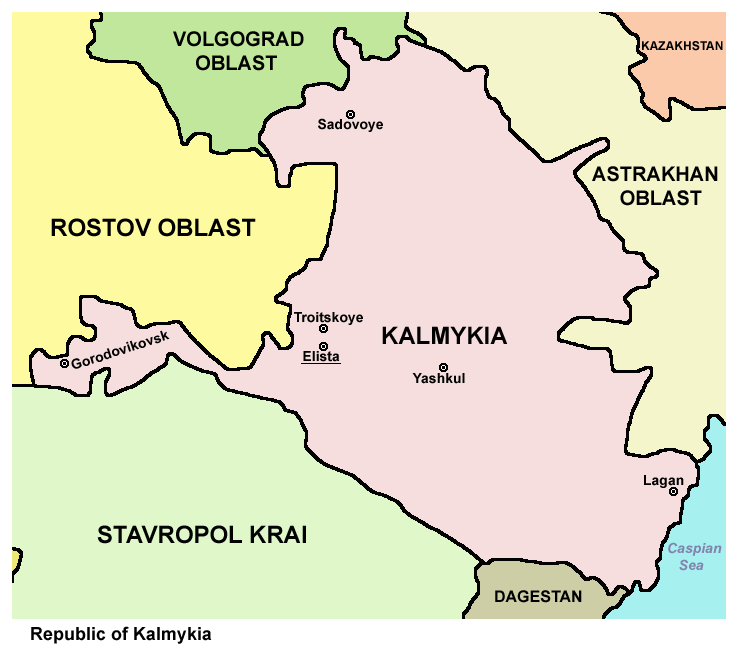
Kalmükföld fekvése és szomszédai

Kalmükföldön (a 2010. évi népszámláláskor) 3 város és 262 falusi település található, mely utóbbiak közül 2 lakatlan. 1987-ben még 5 városi jellegű település volt a köztársaságban, a Szovjetunió megszűnése óta azonban ezek elvesztették e címüket és faluvá alakultak.
A 2010. évi népszámlálás adatai szerint Kalmükföldön 44% a városi (városokban vagy városi jellegű településeken élő) népesség aránya, a legtöbb más oroszországi régióval összevetve ez nagyon alacsony érték. A legnagyobb falu népessége megközelíti a 12 ezer főt, és összesen 12-é éri el a háromezret, melyek együttesen a köztársaság lakosainak 25%-a számára nyújtanak otthont. A településhálózat döntő részét azonban a legfeljebb néhány száz lakosú aprófalvak alkotják.
Kalmükföld városai a következők (2010. évi népességükkel):
- Eliszta, Элиста (103 749)
- Lagany, Лагань (14 323)
- Gorodovikovszk, Городовиковск (9565)

## Közigazgatás és önkormányzatok
Kalmükföld (a 2010. évi népszámláláskor) közigazgatási szempontból 13 járásra oszlik, Eliszta városa pedig köztársasági alárendeltségű, így a hozzá beosztott falusi településekkel együtt nem tartozik egyik járáshoz sem.
Az önkormányzatok területi beosztása megegyezik a közigazgatási felosztással. A 13 járás mindegyikében járási önkormányzat működik, míg Eliszta a hozzá beosztott falusi településekkel együtt a járásoktól független városi körzetet alkot, melynek egyszintű önkormányzata van, egyszerre gyakorolja a járási és a községi önkormányzati hatásköröket. A járásokhoz összesen 2 városi község – ezek székhelye a két kisebb város – és 111 falusi község tartozik.
A járások és székhelyeik:
- Feketeföldi járás (Komszomolszkij)
- Gorodovikovszki járás (Gorodovikovszk)
- Iki-buruli járás (Iki-Burul)
- Jasaltai járás (Jasalta)
- Jaskuli járás (Jaskul)
- Jusztai járás (Cagan Aman)
- Ketcseneri járás (Ketcseneri)
- Laganyi járás (Lagany)
- Malije Gyerbeti-i járás (Malije Gyerbeti)
- Oktyabrszkij járás (Bolsoj Carin)
- Prijutnojei járás (Prijutnoje)
- Szarpai járás (Szadovoje)
- Szűzföldi járás (Troickoje)

## Politikai vezetés
A köztársaság vezetője (oroszul: (glava):
- Alekszej Maratovics Orlov: 2010. október 24. – 2019. március 20. Hivatali idejének lejárta előtt Putyin elnök leváltotta.
- Batu Szergejevics Haszikov: 2019. március 20-ától Putyin elnök rendeletével a köztársaság vezetőjének feladatait ellátó megbízott. (Többszörös profi kick-box világbajnok.) Megbízatása a következő választásig szól (2019. szeptember).[4] A 2019. szeptember 8-i választáson a köztársaság vezetőjének választották.[5]

Beiktatták hivatalába: szeptember 21-én.